# Сорокини
Соро́кини (рос. Сорокины) — присілок у складі Юр'янського району Кіровської області, Росія. Входить до складу Мідянського сільського поселення.
Населення становить 18 осіб (2010, 22 у 2002).
Національний склад станом на 2002 рік — росіяни 100 %.